# ブリュレ (映画)
『ブリュレ』（Brulee, 英: The Burning）は、2008年10月25日公開の日本映画。シネバイタル製作・配給。ゼアリズエンタープライズ配給協力。

## あらすじ
一卵性双生児である鹿嶋水那子と奥田日名子は、13年ぶりの再会を果たす。幼い頃の事故で二人は離ればなれに暮らすことを余儀なくされてきた。二人は新しく生活を始めるが、日名子には放火癖があり、自分たちの家に火をかけてしまう。警察に追われることになった二人は幼少の頃の“約束の地”を目指す。

## キャスト
- 奥田日名子（中村美香）

主人公。ケーキ屋の娘。
- 鹿島水那子（中村梨香）

日名子の双子の妹。
- 山元大地（平林鯛一）
- 池澤允彦（瀬戸口剛）
- 奥田昌平（小田豊）

双子の父。ケーキ屋「エーワンベーカリー」の店長
- 消防隊長・吉住（有働剛）
- 西田作次（山本隆司）
- コック長（渡邊聡）
- キックボクサー（鈴木洋之）
- 幼少時代の日名子（冨澤花摘）
- 幼少時代の水那子（冨澤菜摘）
- 楽団・アコーディオン（寒川晶子）
- 中古車屋男の子（土橋知広）
- 中古車屋女の子（飛鳥井彩絵）

## スタッフ
- 監督・脚本：林田賢太
- プロデューサー：赤間俊秀、三坂知絵子
- アソシエイト・プロデューサー：谷健二
- 制作プロデューサー：津山有希江
- アシスタント・プロデューサー：高橋智巳
- プロデューサー補：水波圭太

- 撮影：早坂伸(JSC)、加藤哲宏
- 照明：川上聖子
- 制作担当：江本慎介、栗原洋平
- 録音：辻ひとみ
- 撮影補：廣光詠司
- 助監督：高野雄宇
- 制作主任：菊池清嗣
- CG：戸田泰雄
- 音響：加納響
- MA：田中俊
- 制作進行：瀬尾欣也
- 進行助手：児玉祥吾、新改諭

- ヘアメイク：徳田かおり
- 小道具・ミニチュア制作：水原和美
- 小道具助手：一色理絵
- スタイリング：影山莉久、黒崎清佳
- 美術助手：中込慧、池田真弓
- フード・コーディネーター：丸野貴子

- 音楽：水野敏宏
- 音楽協力：泉輝紀
- 編集部：菅井伸之
- 照明応援：三代史子
- 協力：原田親、田中健介、市村幸子
- ノベライズ：平田拓朗

- ポストプロダクション：浜口文幸
- 機材協力：樋浦雅紀

夏篇スタッフ
- 共同プロデューサー：水野智史
- 撮影監督：佐藤安弘
- 撮影：豊田洋道
- 照明：大城享義
- 美術：高橋純子
- スタイリスト：木下志津子
- ヘアメイク：稲毛さつき

- テニクニカル・アドバイザー：柳下嘉和
- ポストプロダクション・アドバイザー：井手広法

- 協力：映画「ブリュレ」を応援する会、能代フィルムコミッション
- 配給協力：ゼアリズエンタープライズ
- 製作・配給：シネバイタル

## ロケ地
- 秋田県能代市
- 秋田県仙北市
- 青森県外ヶ浜町
- 京都府舞鶴市
- 広島県広島市
- 千葉県銚子市

## エピソード
- 当初は、林田賢太監督の学生時代の自主映画作品『東京フリーマーケット』が第4回インディーズムービーフェスティバルにてグランプリを受賞したことにより、スカラシップを得て企画・製作された援助作品であった。2004年夏の撮影前に一度IMP援助を打ち切られ、撮影後に復活。2004年冬に撮影する前にも再び援助を切られるが、1週間で復活。2005年7月には目黒区のパーシモンホールで行われたインディーズムービーフェスティバルにてプレミア上映を行ったが、結局は援助作品の冠が取れる。
- 現在の作品は、更に追加撮影を行った上、再編集して短縮されたものが完成版となる。
- 主演の中村姉妹は当時高校3年生で大学入試を控えていた。監督は二人の入試が終わるのを待ってクランクインし、撮影はその後数か月を要した。
- 2008年10月25日に渋谷ユーロスペースにてレイトショー公開された。